# 大南社土地神祠
大南社土地神祠，位于山西省晋城市泽州县高都镇大南社村，是一座古建筑，建于金、清。
2016年6月6日，大南社土地神祠公布为第五批山西省文物保护单位，编号5-99。